# Empire (Fernsehserie, 2005)
Empire, alternativer Titel Rom – Blut und Spiele, ist eine sechsteilige amerikanische Miniserie. Sie lässt sowohl historische als auch fiktive Personen der römischen Geschichte miteinander agieren und erzählt dabei vom Aufstieg des Römischen Imperiums.

## Handlung

### Teil 1
Tod dem Tyrannen (Deutsche Erstausstrahlung: 6. Februar 2006)
- Regie: Greg Yaitanes
- Drehbuch: Thomas Wheeler

Julius Caesar kehrt nach seinem Feldzug gegen die Gallier nach Rom zurück. Er plant neue Reformen durchzusetzen und den Senat zu reformieren. Sein Neffe Octavius soll ihm dabei helfen. Doch nicht alle Senatoren sind von Caesars Willen überzeugt. Besonders Cassius und Brutus sehen darin den Untergang der Republik und versuchen deshalb, Marcus Antonius für sich zu gewinnen.
In der Zwischenzeit lernt Caesar den Gladiator Sertorius kennen, der sich in der Arena bewährt hat und vom Imperator nun die Freiheit geschenkt bekommt. Als Gegenleistung soll Sertorius Caesars Leibwächter werden. Dieser, der mit seiner Frau und seinem Sohn bisher in einer Sklavenkolonie gelebt hat, zieht daraufhin in die Hauptstadt.
Eines Tages – an den Iden des März – soll Sertorius Caesar beschützen, als seine Frau schreiend nach Hause kommt: Ihr Sohn Piso wurde auf dem Markt entführt. Sertorius kann gerade noch seinen Sohn retten, doch Caesar, der seine Hilfe am meisten gebraucht hätte, wird im Senat brutal ermordet. Im Sterben vertraut Caesar Sertorius seinen Neffen Octavius an. Gemeinsam fliehen sie aus Rom – die Häscher des Senats im Rücken.

### Teil 2
Das Erbe des Diktators (Deutsche Erstausstrahlung: 13. Februar 2006)
- Regie: Greg Yaitanes
- Drehbuch: Chip Johannessen

Während Cassius und Brutus überlegen, den Leichnam Caesars aus der Stadt zu bringen, ihn verschwinden zu lassen und dadurch den Mythos des Imperators auszulöschen, konnten Sertorius und Octavius mit Erfolg fliehen. Doch Octavius ist skeptisch, dass er Caesars Erbe sein soll. Als er von dessen Ermordung erfährt, reitet er, gegen Sertorius’ Willen nach Rom, um sich mit dem Senator Cimber zu treffen, von dem er überzeugt ist, einen loyalen Verbündeten zu haben. Doch dessen Tochter Titiana, mit der Octavius noch ein letztes Mal schläft, verrät Octavius an Cimber, der die Seiten gewechselt hat. Nur mit Sertorius Hilfe gelingt es Octavius, zu fliehen.
Cassius und Brutus erfahren von Marcus Antonius, dass Caesars letzter Wille, Octavius zu seinem Erben zu bestimmen, schriftlich fixiert wurde. Die Soldaten nehmen daraufhin Caesars Haus auseinander und verhaften Octavius’ Mutter Attia. Im letzten Augenblick gelingt es ihr, die Schriftrolle Senator Marcus Tullius Cicero zu übergeben, der sie der Vestalin Camane in Verwahrung gibt.
Marcus Antonius mobilisiert das Volk. Dieses stellt sich den Senatoren entgegen, als sie Caesars Leichnam beseitigen wollen. Der römischen Sitte nach wird Caesar verbrannt.
Sertorius bringt Octavius zu Camane, die ihm bestätigt, dass er Caesars Erbe werden wird. Da wird auch schon der Tempel der Vestalinnen angegriffen. Octavius muss erneut fliehen.

### Teil 3
Die Höhlen des Todes

### Teil 4
Tödliche Orgie

### Teil 5
Der Ring des Schicksals

### Teil 6
Ave, Cäsar!

## Ausstrahlung
Die erste Folge wurde als Free-TV-Premiere am 6. Februar 2006 auf ProSieben. Diese verfolgten insgesamt 1,33 Millionen Zuschauer. Der Marktanteil in der werberelevanten Zielgruppe lag bei 6,5 Prozent. Die zweite Folge vom 13. Februar 2006 sahen 1,09 Millionen Zuschauer (3,0 Prozent Marktanteil). In der Gruppe der 14- bis 49-Jährigen sahen 0,68 Millionen Zuschauer bei 4,6 Prozent.
Aufgrund der schlechten Einschaltquoten entschied der Sender, die Ausstrahlung der Serie nach nur zwei Folgen einzustellen. Die Serie wurde als Zweiteiliger Fernsehfilm unter den Titeln Cäsars letzter Wille und Der Kampf um das Imperium 2012 erstmals komplett ausgestrahlt.

## Hintergrund
Die in Italien gedrehte Serie ist in einer Zeit entstanden, in der Historien- und Monumentalfilme wieder vermehrt populär waren. Im Stil von Gladiator, Königreich der Himmel oder Troja entstand mit Empire eine Mischung aus Action- und Historienfilm. Die Charaktere wurden dabei nicht mit weltbekannten Darstellern besetzt.

## Auszeichnungen
- 2006: Nominierung VES Award: (Visual Effects Society Awards): Stefano Trivelli, Michelle Moen, Kelly Bumbarger, Sean Wilson